# 待鳥啓二
待鳥 啓二（まちどり けいじ、1929年10月5日 - 1998年8月14日）は、日本の経営者。太陽生命保険社長を務めた。

## 経歴
福岡県出身。1952年に早稲田大学政治経済学部を卒業し、同年に太陽生命保険に入社。1971年5月に取締役に就任し、1982年に常務、1983年7月に専務を経て、1990年7月に社長に就任。1995年7月に会長に就任し、1996年7月には相談役に就任。
1994年11月に藍綬褒章を受章。
1998年8月14日肝不全のために死去。68歳没。